# Пыдрангу (совхоз)
Совхоз «Пы́дрангу» (эст. Põdrangu sovhoos) — в советское время один из успешных совхозов Эстонии. Находился в Тамсалуском сельсовете Раквереского района. Центральная усадьба совхоза, построенная в 1974—1975 годах в стиле позднего модернизма (архитектор М. Метсал (M. Metsal), находилась в посёлке Сяэзе.

## В советской Эстонии
Совхоз был организован в 1945 году и являлся хозяйством Управления птицеводческой промышленности ЭССР. Основные отрасли производства — племенное птицеводство и племенное скотоводство.
Общий земельный фонд совхоза составлял 8,8 тысячи гектара, сельскохозяйственных угодий — 5,5 тысячи гектара. Общая численность работников — 791 человек (средняя численность в 1978 году), из них занятых сельскохозяйственным производством — 458 человек (средняя численность за 1977 год).
Хозяйство было отнесено к племенным фермам I класса крупного рогатого скота эстонской чёрно-пёстрой породы.
В 1977 году удой молока от коровы составил 5436 килограммов, на 100 гектаров обрабатываемых земель было получено 1359,4 центнера молока. 
Производство яиц осуществлялось на промышленной основе. В 1977 году было получено 94,3 миллиона штук яиц (245 штук на курицу-несушку). Совхоз разводил и гусей.
Производство мяса на 100 гектаров обрабатываемых земель в 1977 году составило 541,4 центнера. Денежные поступления составили 10,7 миллиона рублей, в том числе прибыль — 3,7 миллиона рублей.
В совхозе работали Герои Социалистического Труда свинарка Ольга Эванен и заведующий отделением Анатолий Кристманн. Директором совхоза с 1952 года был Вольдемар Харро.

## Кинохроника
Таллинской киностудией художественных и документальных фильмов и киностудией «Таллинфильм» были сняты документальные фильмы о совхозе «Пыдрангу»:
- 1958 год — Noor spetsialist Põdrangult / Молодой специалист из «Пыдрангу», режиссёр Реэт Касесалу (Reet Kasesalu): портретный очерк о ветеринарном враче совхоза «Пыдрангу» Яане Пипарте (Jaan Pipart).
- 1971 год — Põdrangu sovhoosi linnuvabrik / Птицефабрика совхоза «Пыдрангу», режиссёр Реэт Кассалу (Reet Kasesalu): выращивание гусей на птицефабрике совхоза «Пыдрангу» Раквереского района.
- 1976 год — Põdrangu sovhoosi noor lüpsja Jaan Tint / Молодой дояр совхоза «Пыдрангу» Яан Тинт, режиссёр Семён Школьников (Semjon Školnikov): портретный очерк о дояре-скотоводе совхоза «Пыдрангу» Раквереского района Яане Тинте (Jaan Tint).

## В независимой Эстонии
После отделения Эстонии от Советского Союза совхоз «Пыдрангу», как и все социалистические хозяйства страны, был ликвидирован. Отдельные помещения центральной усадьбы (конторы-клуба) совхоза, которая находится в плохом состоянии,  используются под склады. В усадьбе особенно ценными являются покрывающие стены зала рисунки художницы Эвы Янес (Eva Jänes) в технике сграффито.